# 水口乡 (靖安县)
水口乡，是中华人民共和国江西省宜春市靖安县下辖的一个乡镇级行政单位。

## 行政区划
水口乡下辖以下地区：
水口村、中仑村、青山村、桃源村、贯洲村、沙港村、周家村、来堡村、腾丰村、良种繁殖场生活区、烟竹林场生活区和寿观林场生活区。